# هادم الأساطير
هادم الأساطير هو كتاب من تأليف الكاتب الراحل أحمد خالد توفيق بالتعاون مع سند راشد دخيل، وصدر الكتاب لأوّل مرّة عن دار ليلى للنشر والتوزيع بالقاهرة ودار دايموند بوك للنشر والتوزيع في عام 2007، ثُمّ أعيدت طباعته ونشره في عام 2018.

## عن الكتاب
يُقدّم كتاب هادم الأساطير محاولة لفهم العديد من الظواهر الغامضة والتي نُسجت حولها الكثير من الأساطير والخرافات البعيدة عن الحقيقة على مرّ السنوات ليصدقها ملايين البشر في مختلف أنحاء العالم. يحاول الكتاب على سبيل المثال دحض الأساطير المنسوجة حول نظريّات الطائرة، وخرافة الأطباق الطائرة، والغرباء القادمون من الفضاء لاختطاف الأرضيين، وغيرها. يحتوي الكتاب 27 فصلا عناوينها كالتالي:
- المومياء التي أغرقت التايتانيك
- مخلوق روزويل: ما الذي لا تخبرنا الحكومة به؟
- المنطقة SI
- رعب أميتيفيل
- يا ماري الدموية.. أنا قتلت أطفالك!
- مشروع ساحرة بلير: هل الفيلم حقيقي؟
- إنهم يقتلون الجياد
- ماذا يحدث في فيلادلفيا
- شغل حواة
- هل هبط الأمريكان على القمر فعلا؟
- وتجربة أمريكية سرية أخرى!
- دوائر في حقلي!
- وجاءت الحوريات!
- الفضائيون اختطفوني!
- أطباق الأزتك الطائرة
- محاربو الخرافات
- كنت هناك.. وعدت!
- تفاؤل.. تشاؤم
- المثلث الذي دوخ العالم!
- هؤلاء المُعالجون الروحانيّون وأساليبهم الغريبة
- لوحة الرعب
- سحرة الماء
- عن الأشباح نتكلم
- أنت ما تقوله جمجمتك
- القداس الأسود
- شيء في المقبرة
- اسمه جيلر

## مُقتطفات من الكتاب
عندما تصطدم الحقيقة مع الخيال الممتع، فإن الخيال يكسب بالتأكيد!.. هكذا تولد الأساطير.. هكذا تولد الشائعات.. تتضافر عوامل عدة مثل الذاكرة المزيفة، والرغبة في التصديق، والبحث عن الإثارة، وشهوة جذب الاهتمام، والبحث المحموم عن تفسير منطقي لطلاسم الكون، دعك من الرغبة في الكسب المادي لأن سوق الخرافة رائجة في كل مكان وزمان.. من ثم تغدو الخرافة أكثر واقعية من الواقع ذاته.
في 12% من المرضى الذين يمرون بحالة توقف القلب ثم عودتهم للحياة، تكون هُناك هذه الذكرى المُبهمة عن الخُروج من الجسد.. هُناك صوت الأزيز.. هُناك ذلك الشعور العام بالسرور والسلام.. هُناك ذلك النفق الطويل المُظلم.. دائمًا النفق الذي يُوجد الضوء في آخره.. ضوء ساطع يعمي العيون.. التحليق.. ثُم يعود المريض للحياة فيمرّ بنزعة صوفيّة.. يشعُر بحقيقة الاقتراب من العالم الآخر ويقترب من خالقه.. على أنه بعد فترة يمر بحالات اكتئاب قد تنتهي بالانتحار..

## عن الكاتب
وُلد الدكتور أحمد خالد توفيق في 10 يونيو 1962، وعمل أستاذا لطب المناطق الحارة بكلية الطب في جامعة طنطا إلى جانب اهتمامه بالأدب حيث كتب الكثير من الأعمال الأدبية والروائية كان من أبرزها سلاسل روايات ما وراء الطبيعة وسافاري وفانتازيا التي طبعتها المؤسسة العربية الحديثة وظلت تُصدرها بدءًا من عقد التسعينيّات في القرن العشرين وحتّى مُنتصف العقد الثاني من القرن الحادي والعشرين ضمن مشروعها الموجه للقراء الشباب والذي عُرف باسم روايات مصرية للجيب. ترجم الدكتور أحمد خالد توفيق أيضًا عددًا لا بأس به من الأعمال الأدبية من الإنجليزيّة إلى العربية نُشر مُعظمها ضمن سلسلة روايات عالمية للجيب وسلسلة رجفة الخوف التان أصدرتهما المؤسسة العربية الحديثة أيضًا، وكان من أهم ما ترجمه من الإنجليزية إلى العربية قصصًا للأديب والشاعر الأمريكي إدجار آلان بو، وهوارد فيلبس لافكرافت. ويُعتبر الدكتور أحمد خالد توفيق واحدًا من أهمّ الكتاب العرب الذين تخصّصوا في أدب الرعب، وقد توفّي في 2 أبريل 2018.

## روابط خارجية
- صفحة د.أحمد خالد توفيق على موقع دار ليلى للنشر.
- مقالات الكاتب بجريدة التحرير.
- مقالات الكاتب بمجلة إضاءات
- مقالات الكاتب بجريدة اليوم الجديد
- صفحة الكتاب على موقع جود ريدز
- صفحة الكتاب على موقع أبجد